# Colorado (rivier in Argentinië)
De Colorado (Spaans: Río Colorado) is een rivier in het zuiden van Argentinië.
De rivier ontspringt aan de oostkant van het Andesgebergte en zet een zuidelijke koers naar de Atlantische Oceaan, waar ze uitmondt in de delta van de Bahía Unión. De rivier heeft een totale lengte van 1114 km.
- Gemeinsame Normdatei: 4050109-7
- Library of Congress Control Number: sh93006914
- Nationale Bibliotheek van Tsjechië: ge745245
- Nationale Bibliotheek van Israël: 987007539554205171
- Virtual International Authority File: 2726152080589707230005